# گنکی ایشیساکا
گنکی ایشیساکا (انگلیسی: Genki Ishisaka؛ زادهٔ ۱۳ ژوئیهٔ ۱۹۹۳) بازیکن فوتبال اهل ژاپن است.